# Katedra w Viseu
Katedra w Viseu (port. Sé de Viseu) – rzymskokatolicka świątynia znajdująca się w portugalskim mieście Viseu, główna świątynia diecezji Viseu.

## Historia
Kościół w tym miejscu stał już w epoce romańskiej. W XII został on przebudowany, w lipcu lub sierpniu 1109 roku świątynia została konsekrowana przez biskupa Toledo, Bernarda. W drugiej połowie XIII wieku rozpoczęto gotycyzację świątyni. W 1314 roku poświęcono prezbiterium, a w 1513 ukończono budowę nowych sklepień. 23 lipca 1516 miała miejsce konsekracja przebudowanej katedry. W 1574 wzniesiono zakrystię. W 1635 zawaliła się manuelińska fasada, nową, manierystyczną, wzniesiono według projektu João Morena z Salamanki. W latach 1675–1684 przebudowano prezbiterium, a w XVIII wyremontowano cały budynek, m.in. wybito nowe okna i otynkowano ściany. W 1910 roku kościół wpisano do rejestru zabytków.

## Architektura i wyposażenie
Świątynia trójnawowa, z transeptem. Wzniesiona z granitu. Łączy cechy stylu manuelińskiego, manieryzmu i baroku.
Ołtarz główny został wykonany w 1729 przez Francisca Machada, a stalle w prezbiterium wykonał w 1733 Gaspar Ferreira. Z XIX wieku pochodzi ołtarz w kaplicy Najświętszego Sakramentu, z obrazem przedstawiającym ostatnią wieczerzę autorstwa Antónia Joségo Pereiry z 1853. Zakrystia pokryta jest XVII-wiecznymi płytkami azulejo.

## Galeria

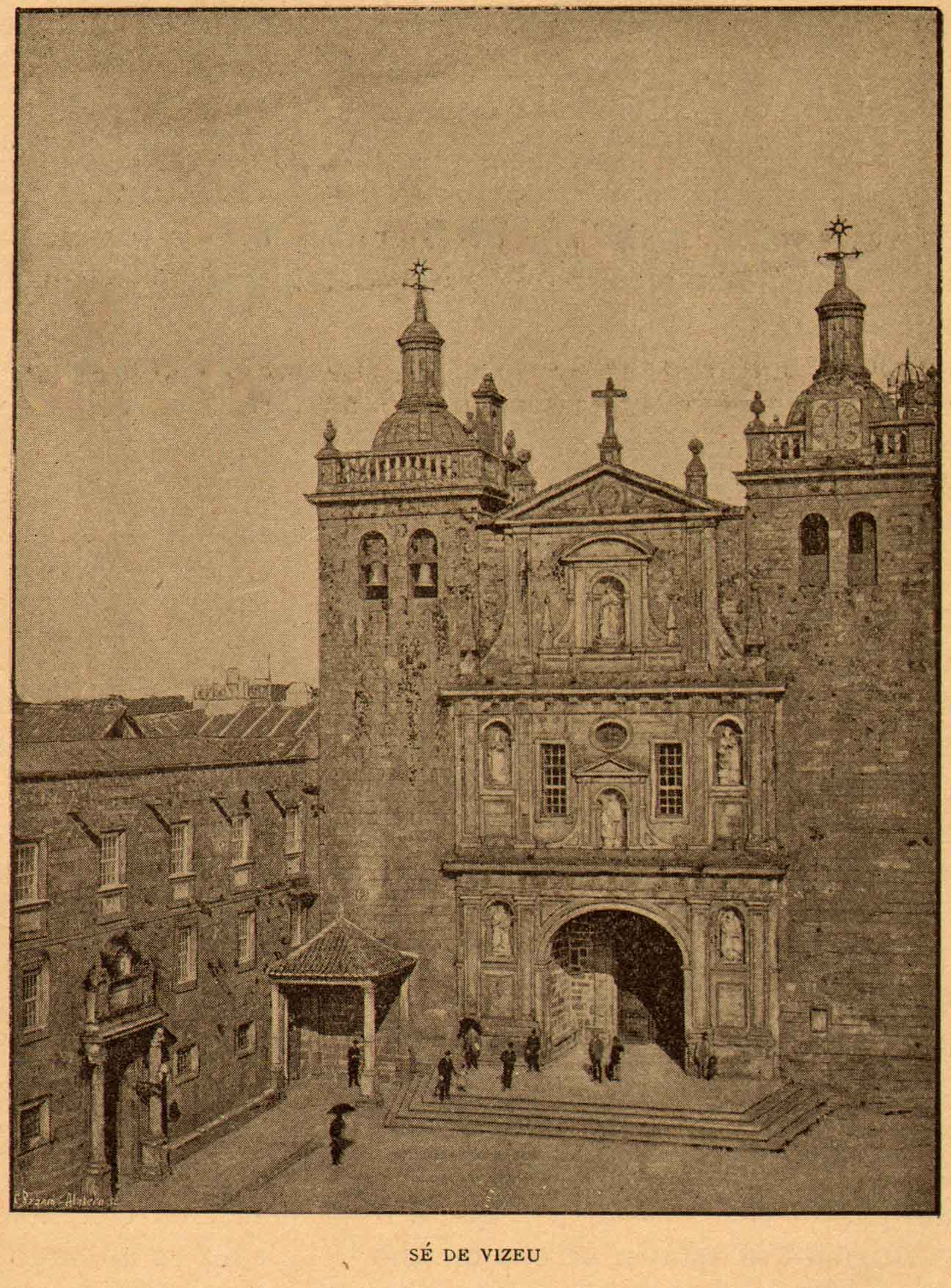
Fasada w 1899
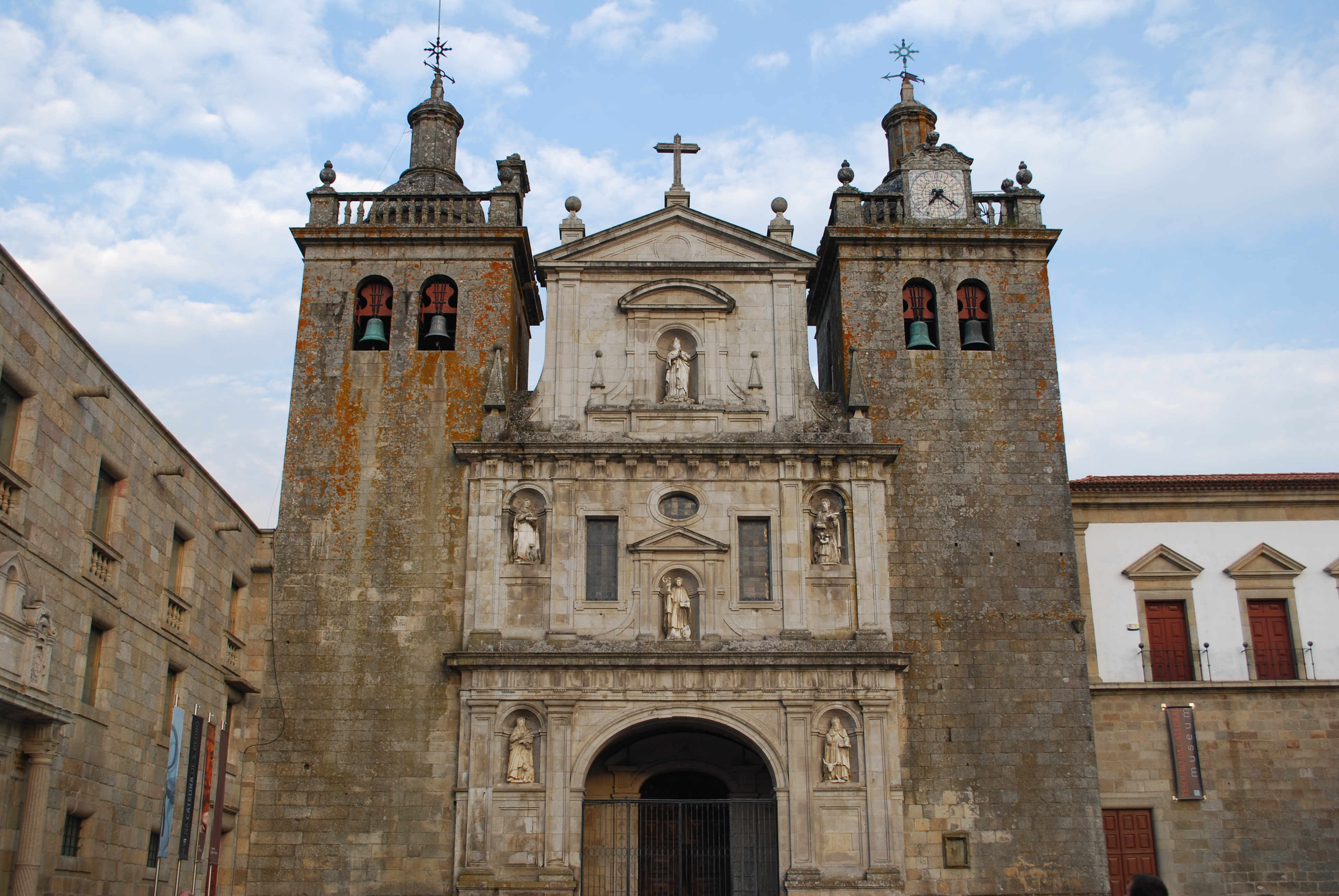
Fasada w 2010
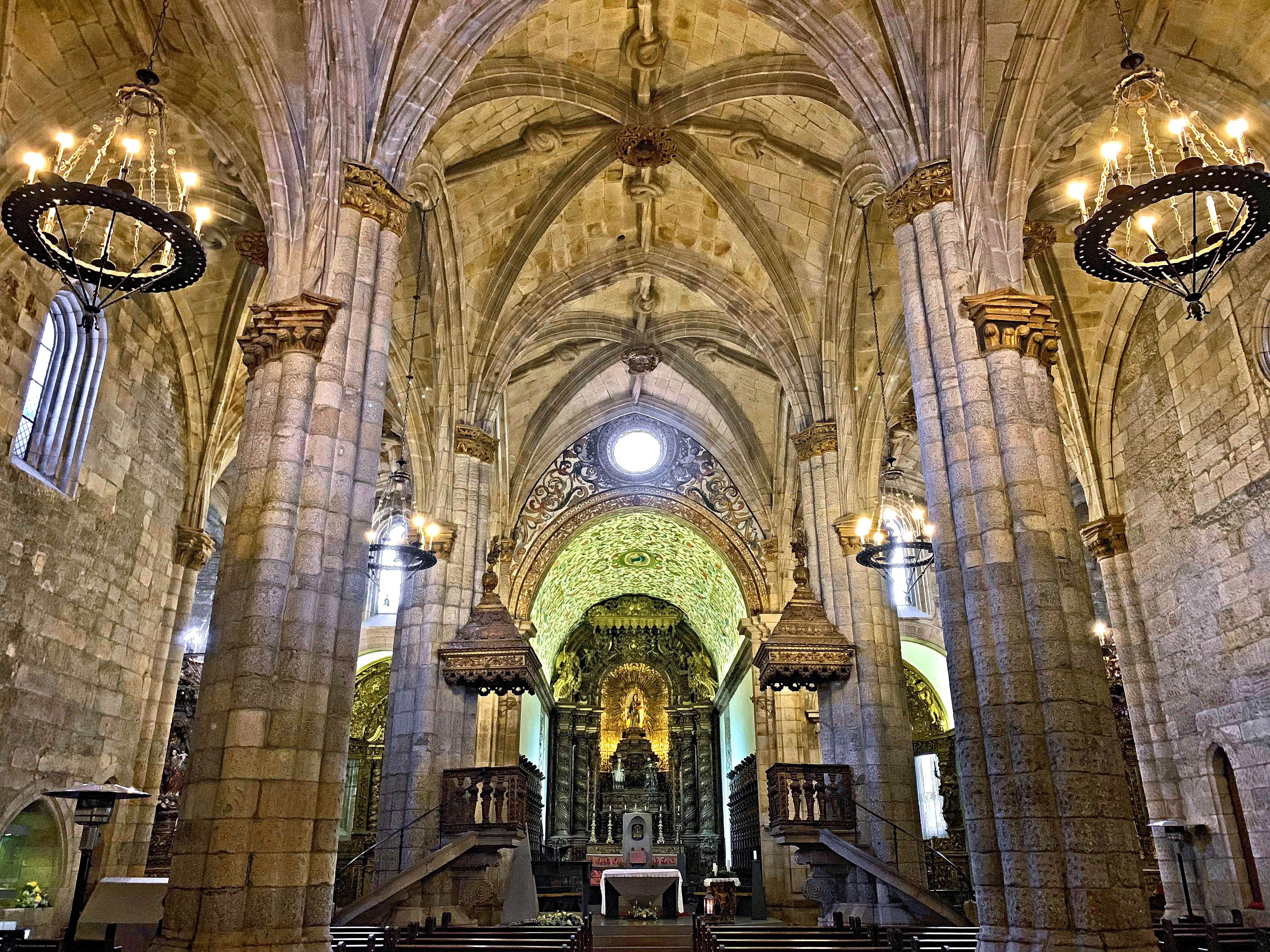
Wnętrze
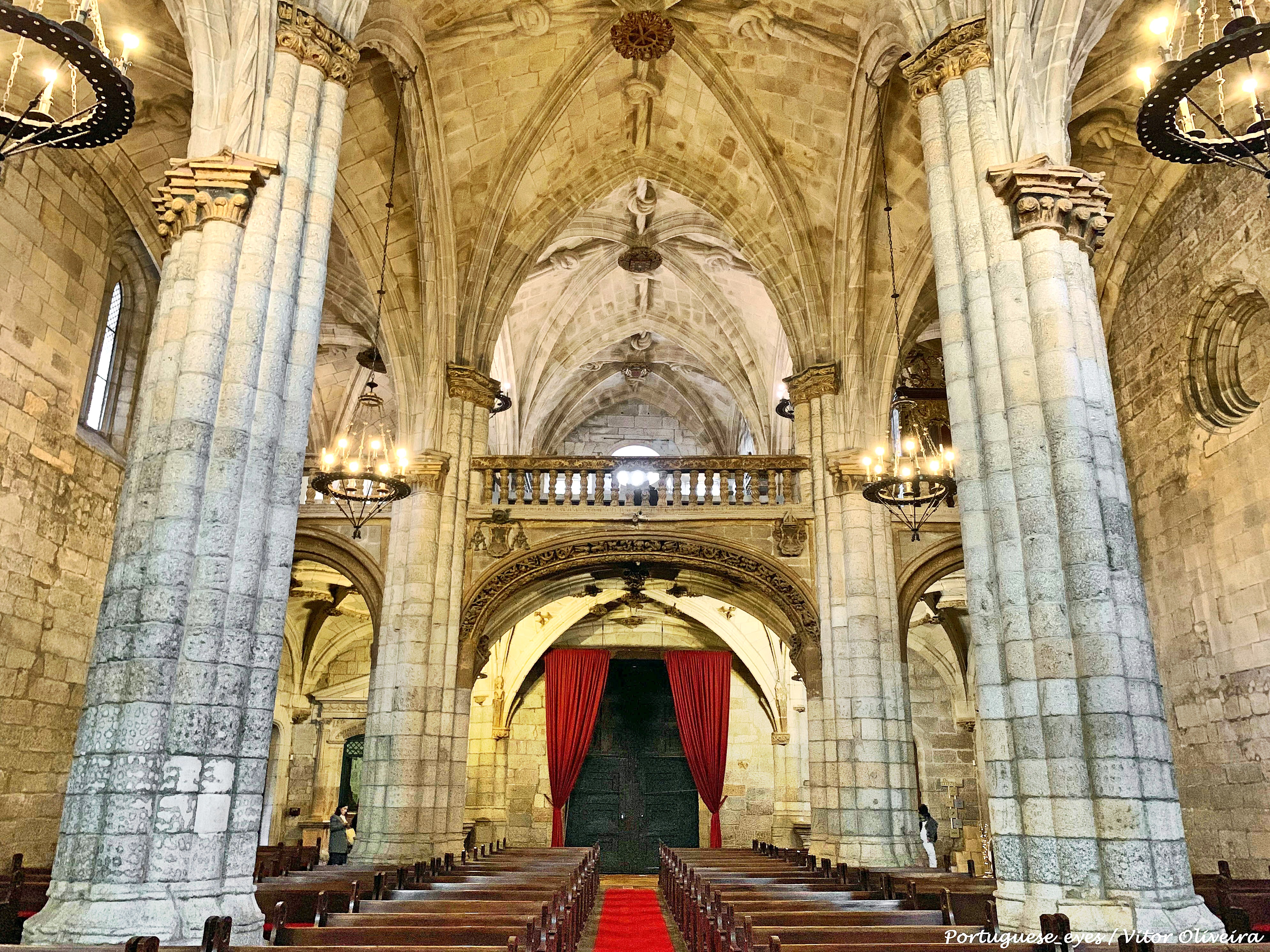
Empora
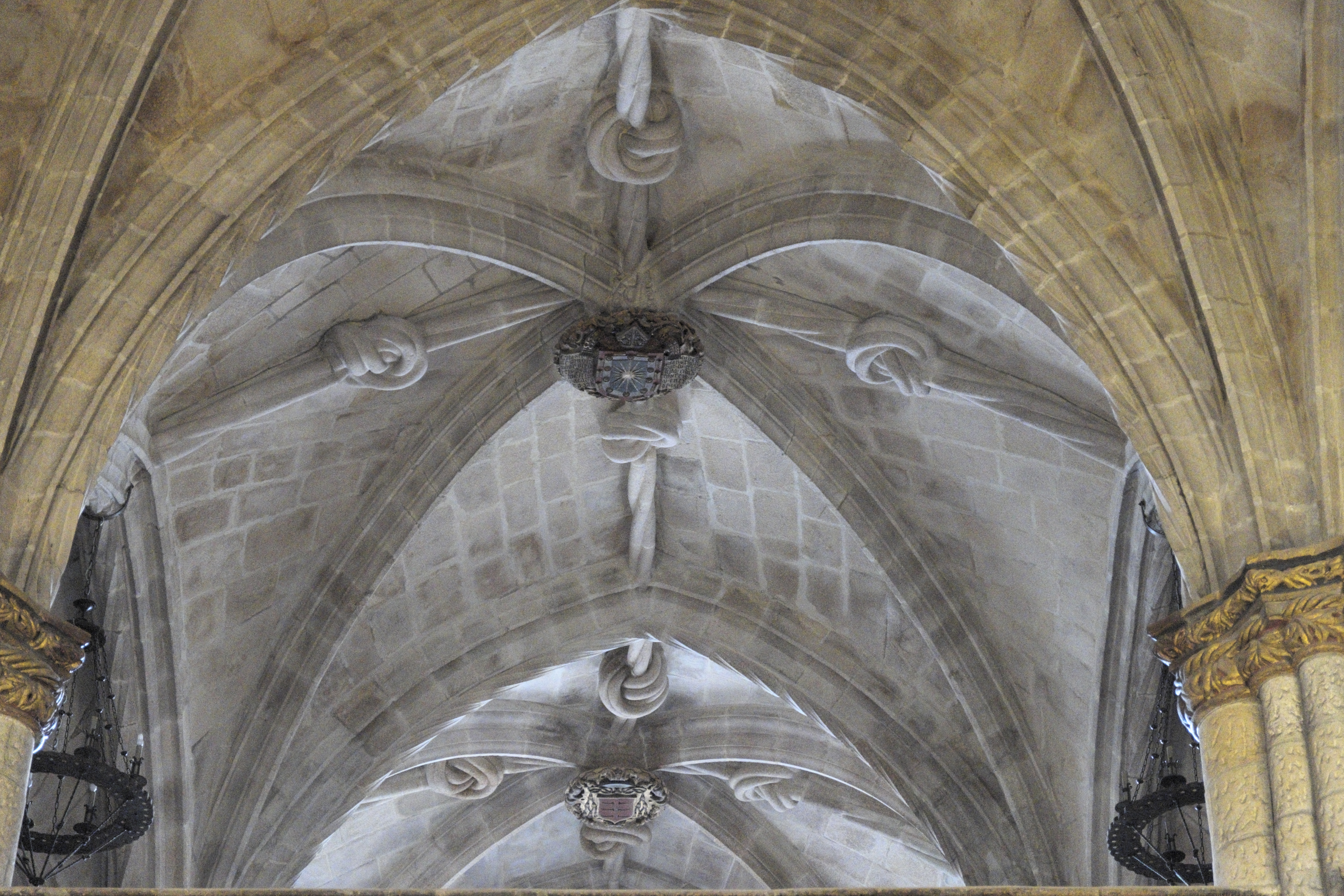
Sklepienie
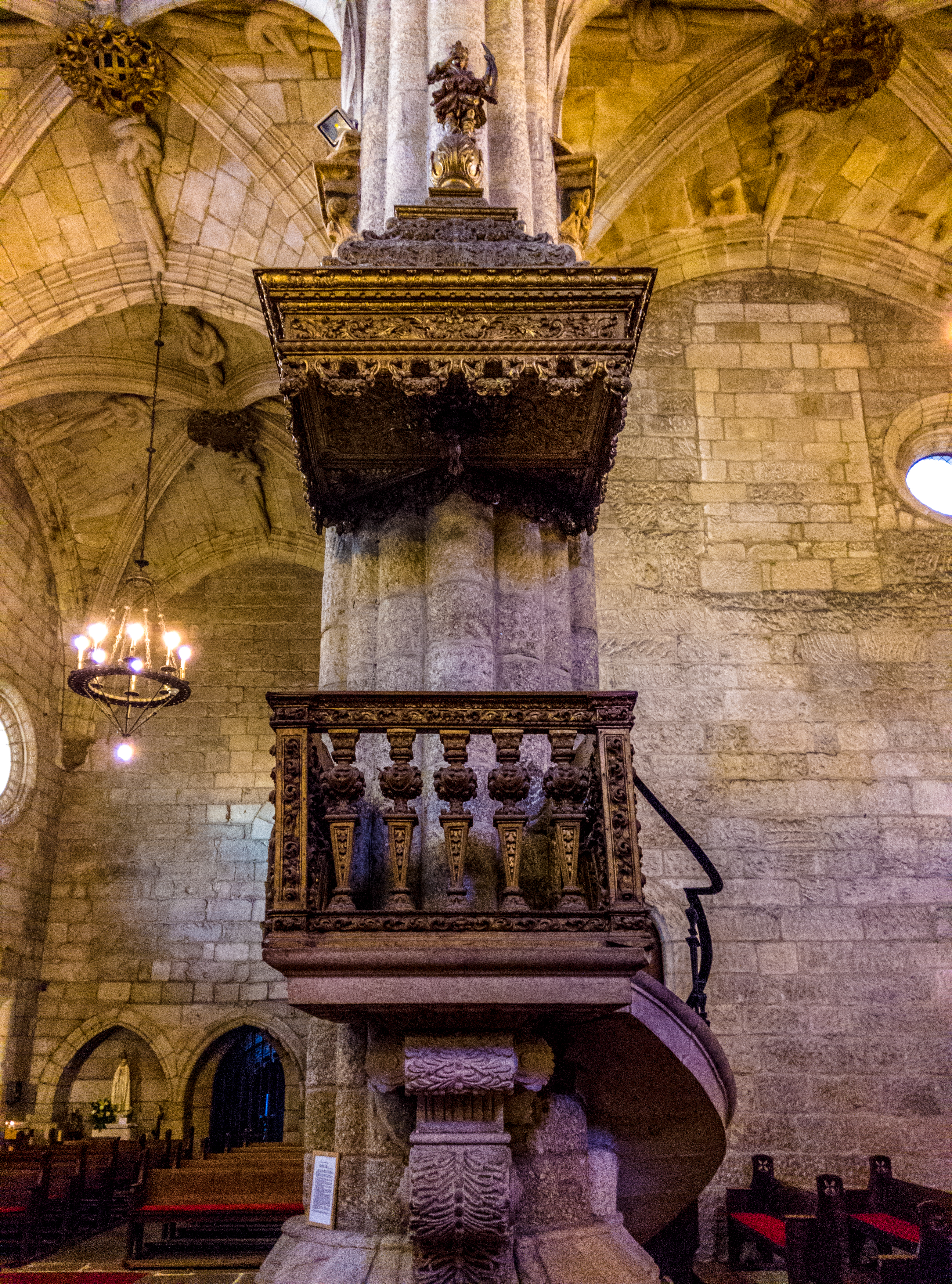
Ambona
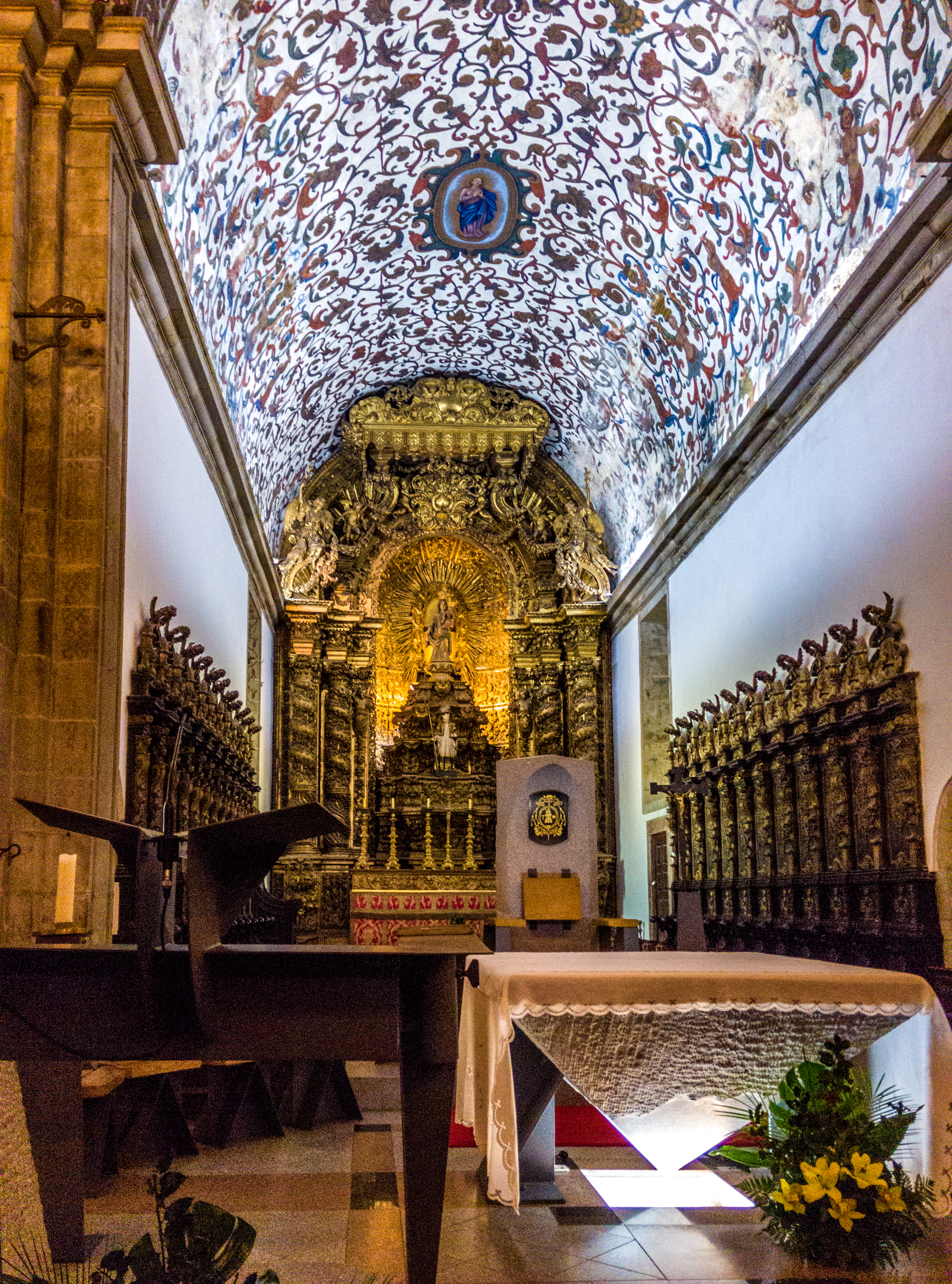
Prezbiterium
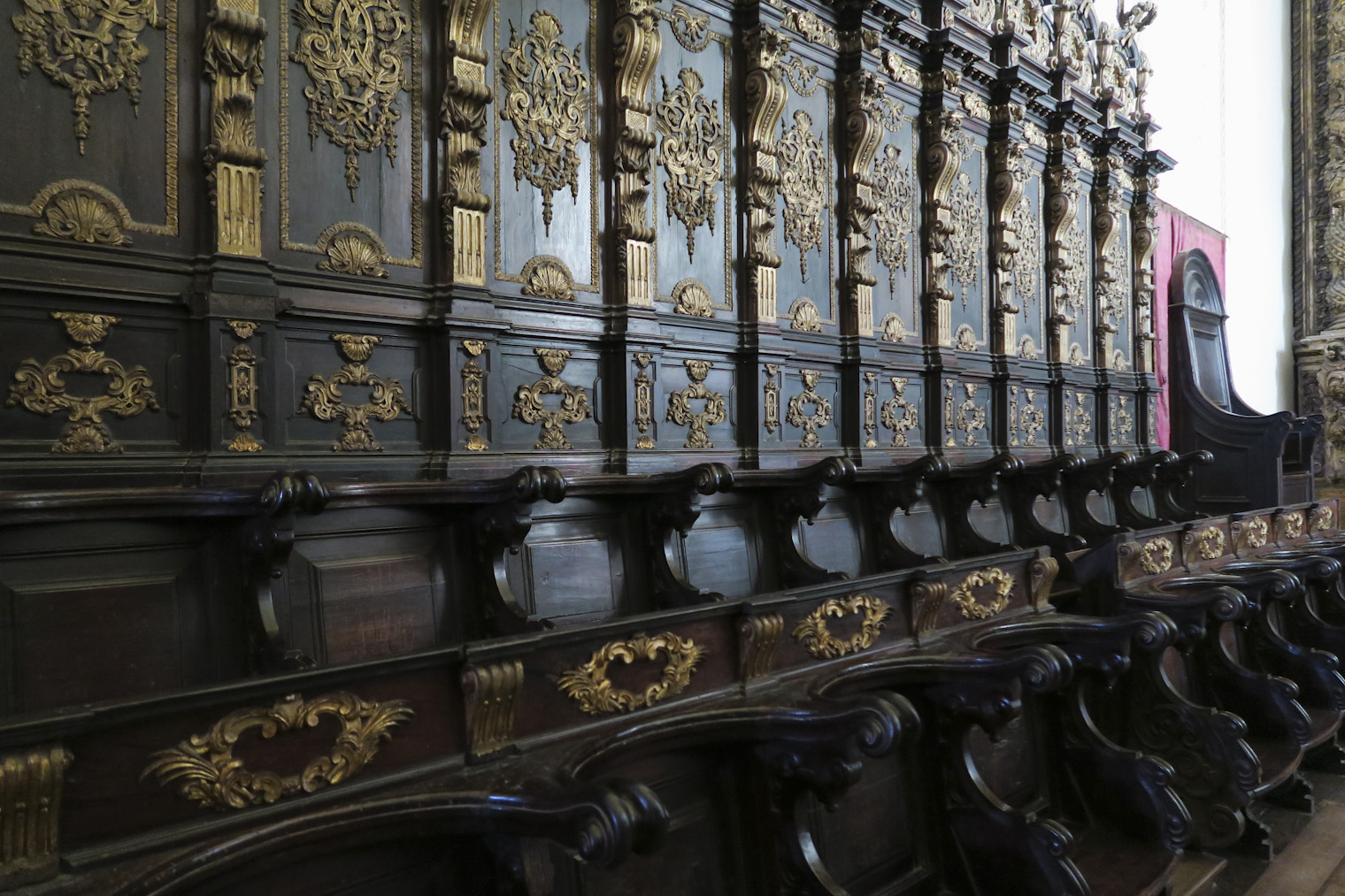
Stalle
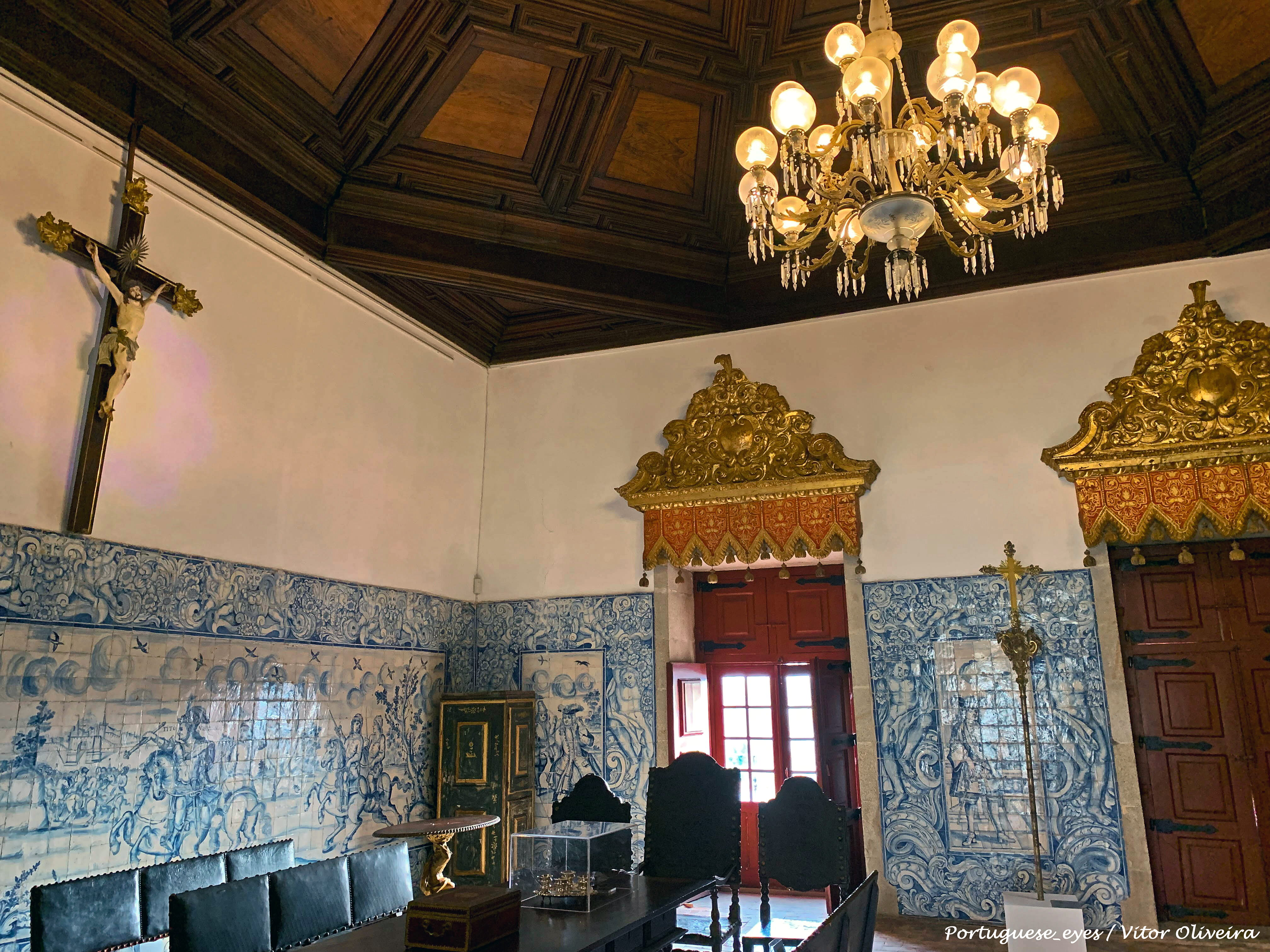
Zakrystia